# Shelby Mahurin
Shelby Mahurin (ur. 21 maja 1992 w Terre Haute) – amerykańska autorka powieści fantasy dla młodzieży (tzw. young adult). Jest najbardziej znana dzięki trylogii Gołąb i wąż.

## Życiorys
Dorastała na niewielkiej farmie w stanie Indiana. Uczęszczała do Turkey Run High School w Marshall. Jej debiutancka powieść, Gołąb i wąż, została opublikowana w 2019 i trafiła na drugie miejsce listy bestsellerów dziennika „The New York Times”. Została też wybrana przez YA Book Club, klub książki tworzony przez sieć księgarni Barnes & Noble, jako książka miesiąca we wrześniu 2019.

## Twórczość

### CyklGołąb i wąż
- Gołąb i wąż (ang. Serpent & Dove, 2019)
- Krew i miód (ang. Blood & Honey, 2020)
- Bogowie i potwory (ang. Gods & Monsters, 2021)

### Cykl The Scarlet Veil
- The Scarlet Veil (zapowiedziana na 2023)[6]